# Bredase Cultuurprijzen
Bredase Cultuurprijzen zijn drie prijzen die jaarlijks worden uitgereikt in Breda.
De prijzen zijn voor beginnende en bekende kunstenaars en organisatoren van cultuurevenementen in Breda. De prijzen worden bekendgemaakt tijdens de Cultuurnacht Breda, een jaarlijks cultuurevenement in Breda.
De Bredase Cultuurprijzen bestaan uit:
- Rabobank Cultuurprijs
- BoArte Aanmoedigingsprijs
- Gemeente Breda Oeuvreprijs

Per prijs zijn er diverse genomineerden.